# Olette
Ne doit pas être confondu avec Oletta.
Olette (/ɔ.lɛt/) (en catalan : Oleta i Èvol) est une commune française située dans le centre du département des Pyrénées-Orientales, en région Occitanie. Sur le plan historique et culturel, la commune est dans le pays de Conflent, correspondant à l'ensemble des vallées pyrénéennes qui « confluent » avec le lit creusé par la Têt entre Mont-Louis et Rodès.
Exposée à un climat océanique altéré, elle est drainée par la Têt, la rivière de Cabrils, la ribera d'Èvol et par divers autres petits cours d'eau. Incluse dans le parc naturel régional des Pyrénées catalanes, la commune possède un patrimoine naturel remarquable : trois sites Natura 2000 (le « massif du Madres-Coronat », le « massif de Madres-Coronat » et les « sites à chiroptères des Pyrénées-Orientales ») et sept zones naturelles d'intérêt écologique, faunistique et floristique.
Olette est une commune rurale qui compte 337 habitants en 2022, après avoir connu un pic de population de 1 286 habitants en 1851. Elle fait partie de l'aire d'attraction de Prades. Ses habitants sont appelés les Olettois ou  Olettoises.

## Géographie

### Localisation
La commune d'Olette se trouve dans le département des Pyrénées-Orientales, en région Occitanie.
Elle se situe à 54 km à vol d'oiseau de Perpignan, préfecture du département, et à 14 km de Prades, sous-préfecture.
Les communes les plus proches sont : 
Souanyas (1,0 km), Oreilla (1,4 km), Nyer (2,5 km), Jujols (2,7 km), Canaveilles (2,7 km), Escaro (4,2 km), Serdinya (4,5 km), Thuès-Entre-Valls (5,1 km).
Sur le plan historique et culturel, Olette fait partie de la région de Conflent, héritière de l'ancien comté de Conflent et de la viguerie de Conflent. Ce pays correspond à l'ensemble des vallées pyrénéennes qui « confluent » avec le lit creusé par la Têt entre Mont-Louis, porte de la Cerdagne, et Rodès, aux abords de la plaine du Roussillon.

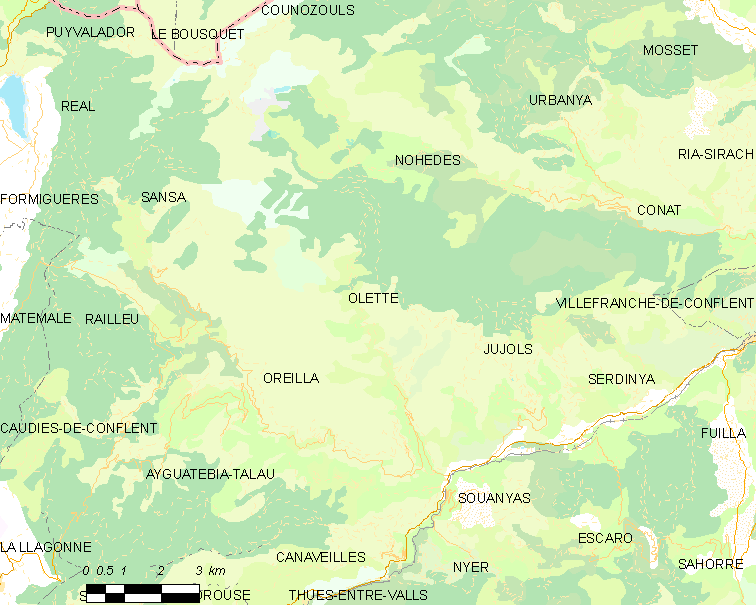
Situation de la commune.

| Sansa                                       | Nohèdes  |                                |
| Oreilla                                     | Olette   | Jujols                         |
| Ayguatébia-Talau (quadripoint), Canaveilles | Souanyas | Serdinya, Escaro (quadripoint) |

### Géologie et relief

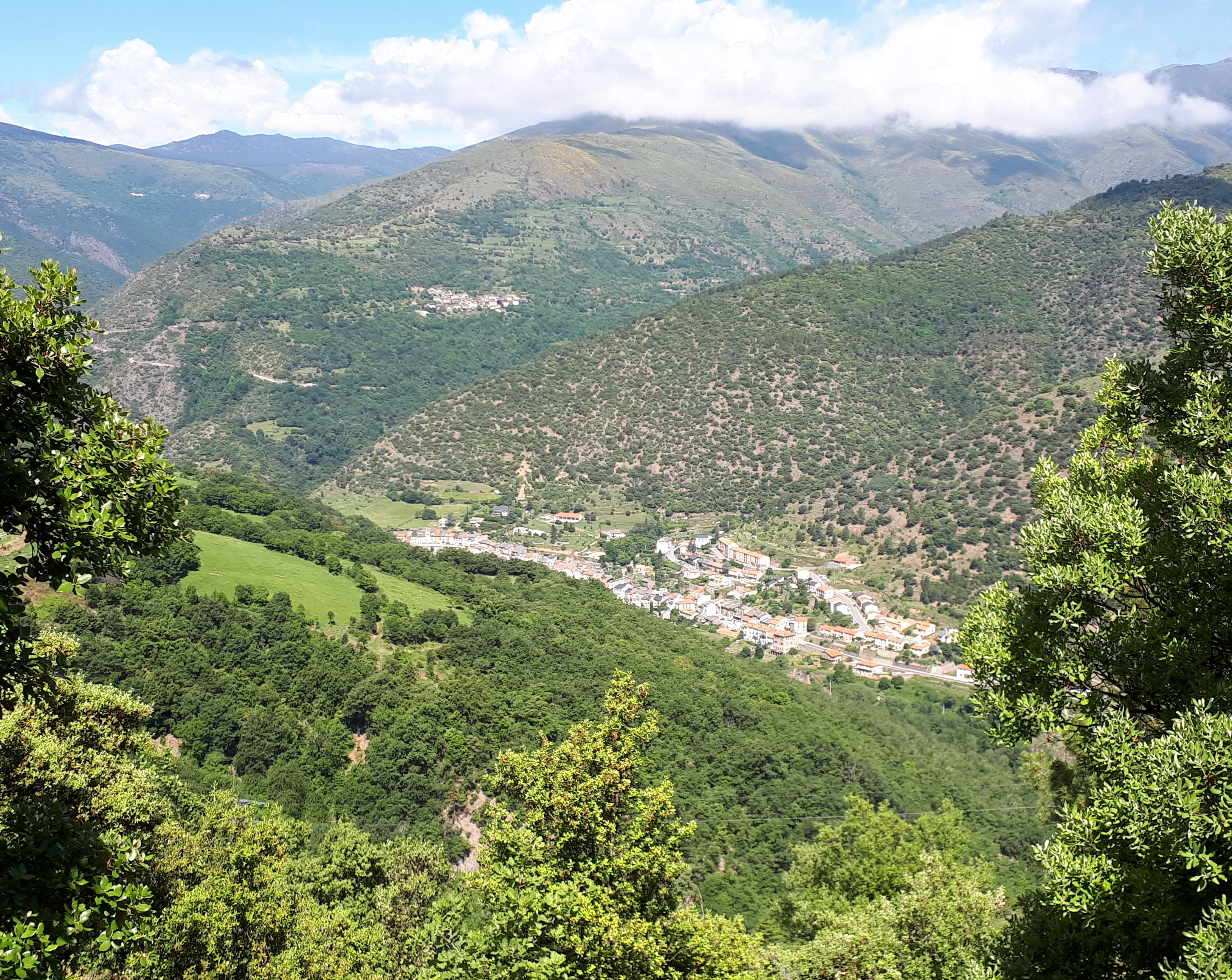
Olette se situe dans la vallée de la Têt. Au-delà : le village d'Oreilla.

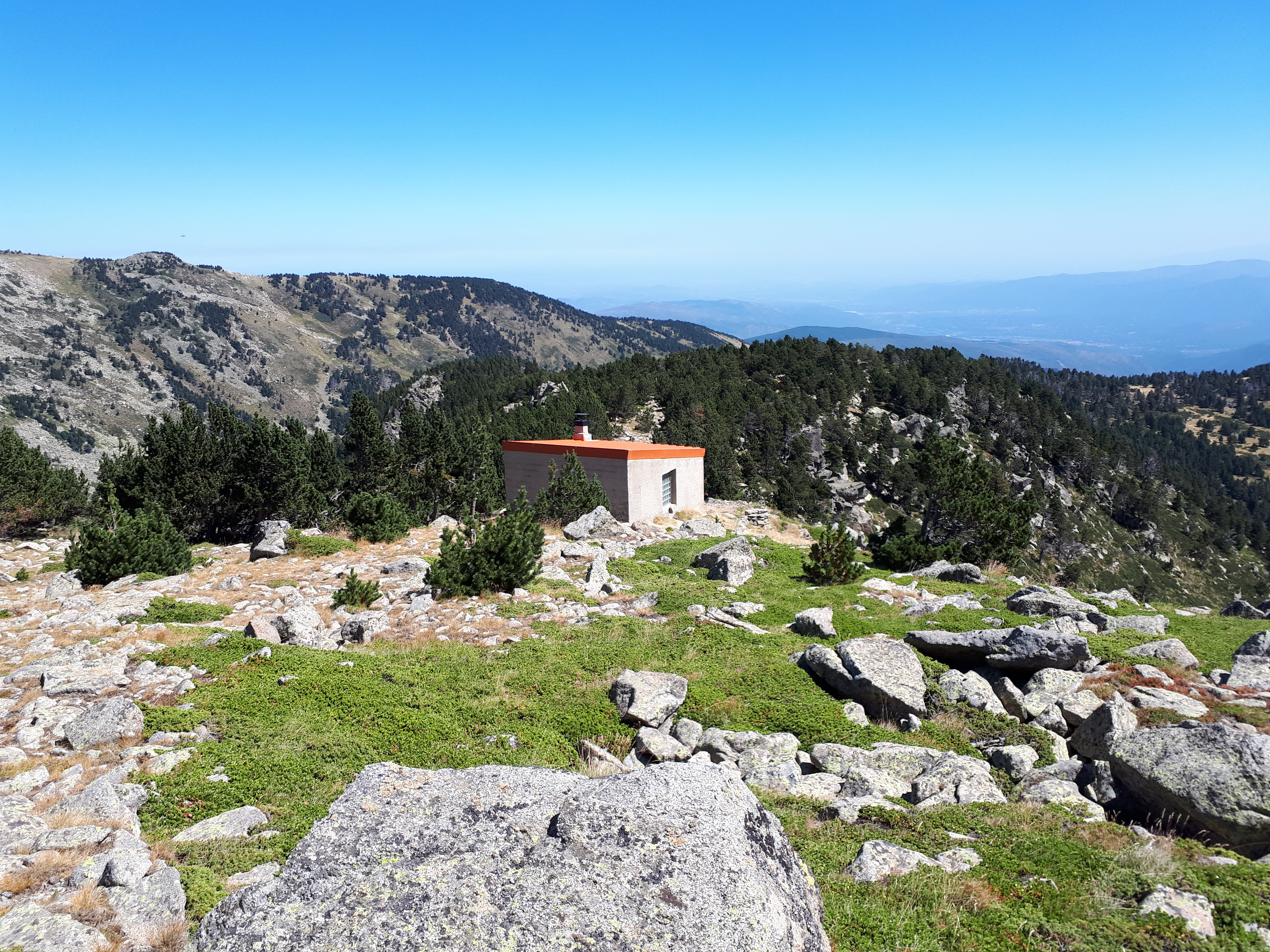
Refuge de Nohèdes (ou de la Perdrix). Vue vers l'est. Le refuge est en effet situé sur la commune d'Olette (à l'extrême nord-ouest de la commune, à 2300 mètres d'altitude, au bord d'un plateau granitique), et non sur la commune adjacente de Nohèdes

La commune est classée en zone de sismicité 4, correspondant à une sismicité moyenne
.

### Hydrographie
L'extrême sud de la commune est traversé d'ouest en est par la Têt, qui constitue en outre une partie de la frontière avec la commune de Souanyas.

### Climat
Pour des articles plus généraux, voir Climat de l'Occitanie et Climat des Pyrénées-Orientales.
En 2010, le climat de la commune est de type climat océanique altéré, selon une étude du CNRS s'appuyant sur une série de données couvrant la période 1971-2000. En 2020, Météo-France publie une typologie des climats de la France métropolitaine dans laquelle la commune est exposée à un climat de montagne ou de marges de montagne et est dans la région climatique Pyrénées orientales, caractérisée par une faible pluviométrie, un très bon ensoleillement (2 600 h/an), un air sec, particulièrement en hiver et peu de brouillards.
Pour la période 1971-2000, la température annuelle moyenne est de 11,6 °C, avec une amplitude thermique annuelle de 14,6 °C. Le cumul annuel moyen de précipitations est de 1 011 mm, avec 7,1 jours de précipitations en janvier et 6,3 jours en juillet. Pour la période 1991-2020, la température moyenne annuelle observée sur la station météorologique la plus proche, située sur la commune de Formiguères à 15 km à vol d'oiseau, est de 7,6 °C et le cumul annuel moyen de précipitations est de 737,3 mm,. Pour l'avenir, les paramètres climatiques de la commune estimés pour 2050 selon différents scénarios d’émission de gaz à effet de serre sont consultables sur un site dédié publié par Météo-France en novembre 2022.

### Milieux naturels et biodiversité

#### Espaces protégés
La protection réglementaire est le mode d’intervention le plus fort pour préserver des espaces naturels remarquables et leur biodiversité associée,.
Un  espace protégé est présent sur la commune : 
le parc naturel régional des Pyrénées catalanes, créé en 2004 et d'une superficie de 139 062 ha, qui s'étend sur 66 communes du département. Ce territoire s'étage des fonds maraîchers et fruitiers des vallées de basse altitude aux plus hauts sommets des Pyrénées-Orientales en passant par les grands massifs de garrigue et de forêt méditerranéenne,.

#### Réseau Natura 2000

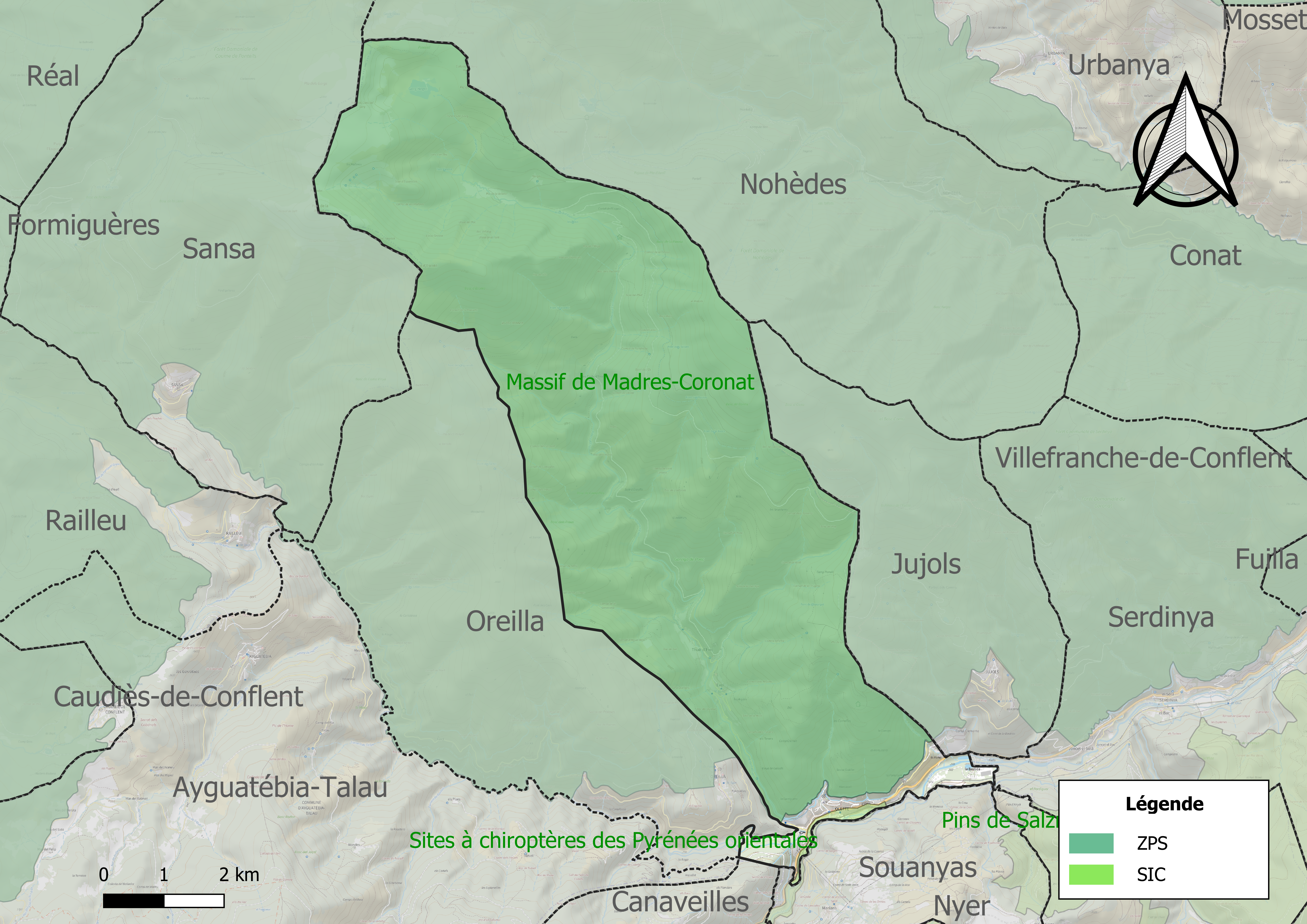
Sites Natura 2000 sur le territoire communal.

Le réseau Natura 2000 est un réseau écologique européen de sites naturels d'intérêt écologique élaboré à partir des directives habitats et oiseaux, constitué de zones spéciales de conservation (ZSC) et de zones de protection spéciale (ZPS).
Deux sites Natura 2000 ont été définis sur la commune au titre de la directive habitats : 
- le « massif de Madres-Coronat », d'une superficie de 21 363 ha, offre une multitude de faciès de végétation avec aussi bien des garrigues supra-méditerranéennes, des pinèdes à Pin sylvestre ou à Pin à crochet, que des hêtraies pures ou des hêtraies-sapinières, des landes à Genêt purgatif ou à Rhododendron, ou encore des pelouses alpines[20] ;
- les « sites à chiroptères des Pyrénées-Orientales », d'une superficie de 2 437 ha, abritent  d'importantes colonies d'espèces de chauves-souris d'intérêt communautaire[21] ;

et  au titre de la directive oiseaux
- le « massif du Madres-Coronat », d'une superficie de 21 396 ha, présente un fort intérêt écologique pour 17 espèces inscrites à l'annexe I de la directive oiseaux, dont le Gypaète barbu[22].

#### Zones naturelles d'intérêt écologique, faunistique et floristique

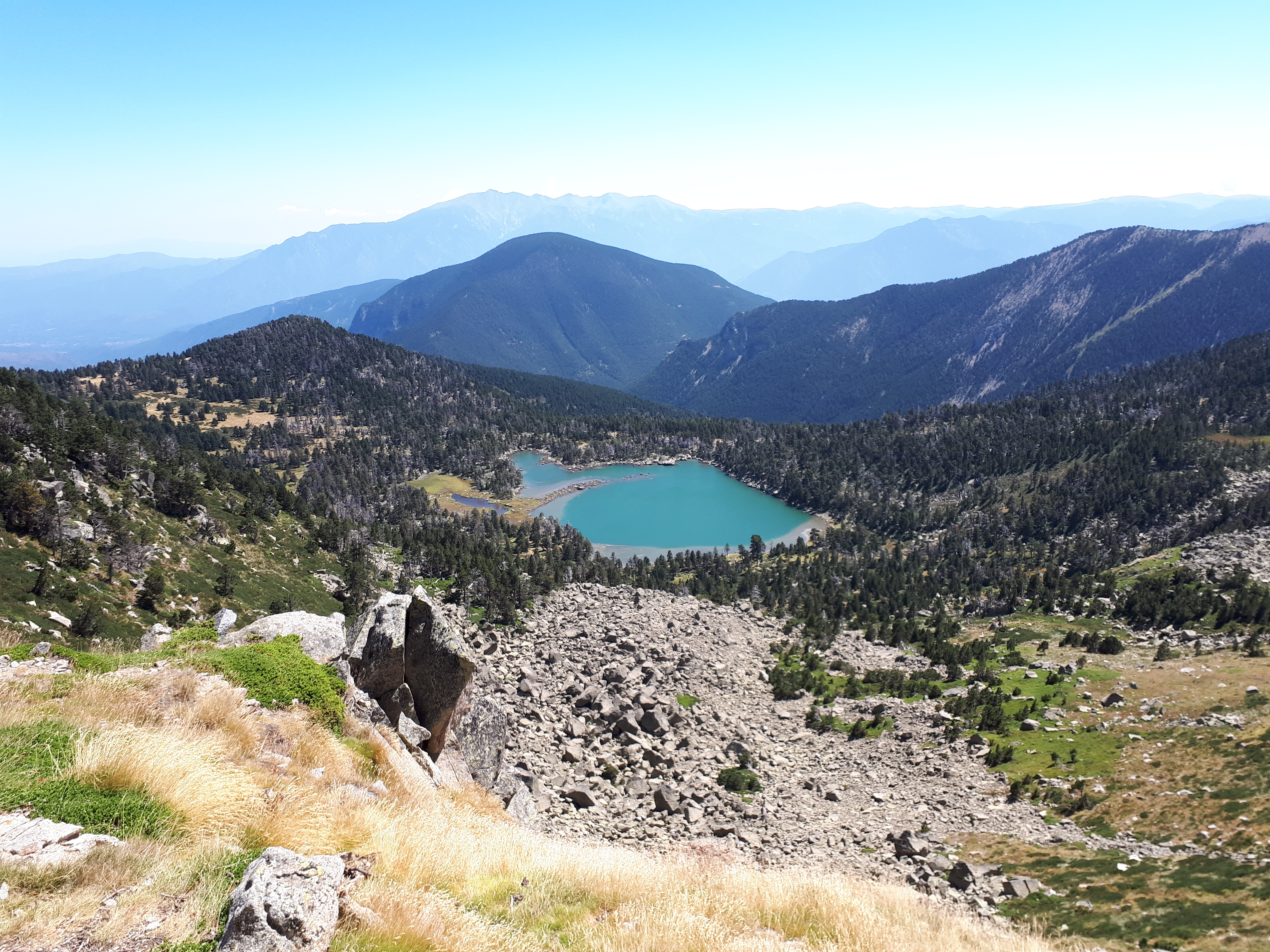
Gorg Negre, commune d'Olette. Au-delà du lac : le mont Coronat. Tout au fond : le massif du Canigou.

L’inventaire des zones naturelles d'intérêt écologique, faunistique et floristique (ZNIEFF) a pour objectif de réaliser une couverture des zones les plus intéressantes sur le plan écologique, essentiellement dans la perspective d’améliorer la connaissance du patrimoine naturel national et de fournir aux différents décideurs un outil d’aide à la prise en compte de l’environnement dans l’aménagement du territoire.
Cinq ZNIEFF de type 1 sont recensées sur la commune :
- les « Gorg Nègre » (568 ha), couvrant 2 communes du département[24] ;
- « Llabanère, Lloumet et serre de Palme » (1 443 ha), couvrant 3 communes du département[25] ;
- les « Pics de la Pelade et d'Escoutou » (578 ha), couvrant 3 communes du département[26] ;
- les « Pla des gourgs et Clos Rodon » (215 ha), couvrant 4 communes du département[27] ;
- la « Soulane du Mont Coronat » (1 505 ha), couvrant 3 communes du département[28] ;

et deux ZNIEFF de type 2, : 
- le « massif du Madres » (8 031 ha), couvrant 10 communes dont quatre dans l'Aude et six dans les Pyrénées-Orientales[29] ;
- le « versant sud du massif du Madres » (27 267 ha), couvrant 27 communes du département[30].

Carte des ZNIEFF de type 1 et 2 à Olette.
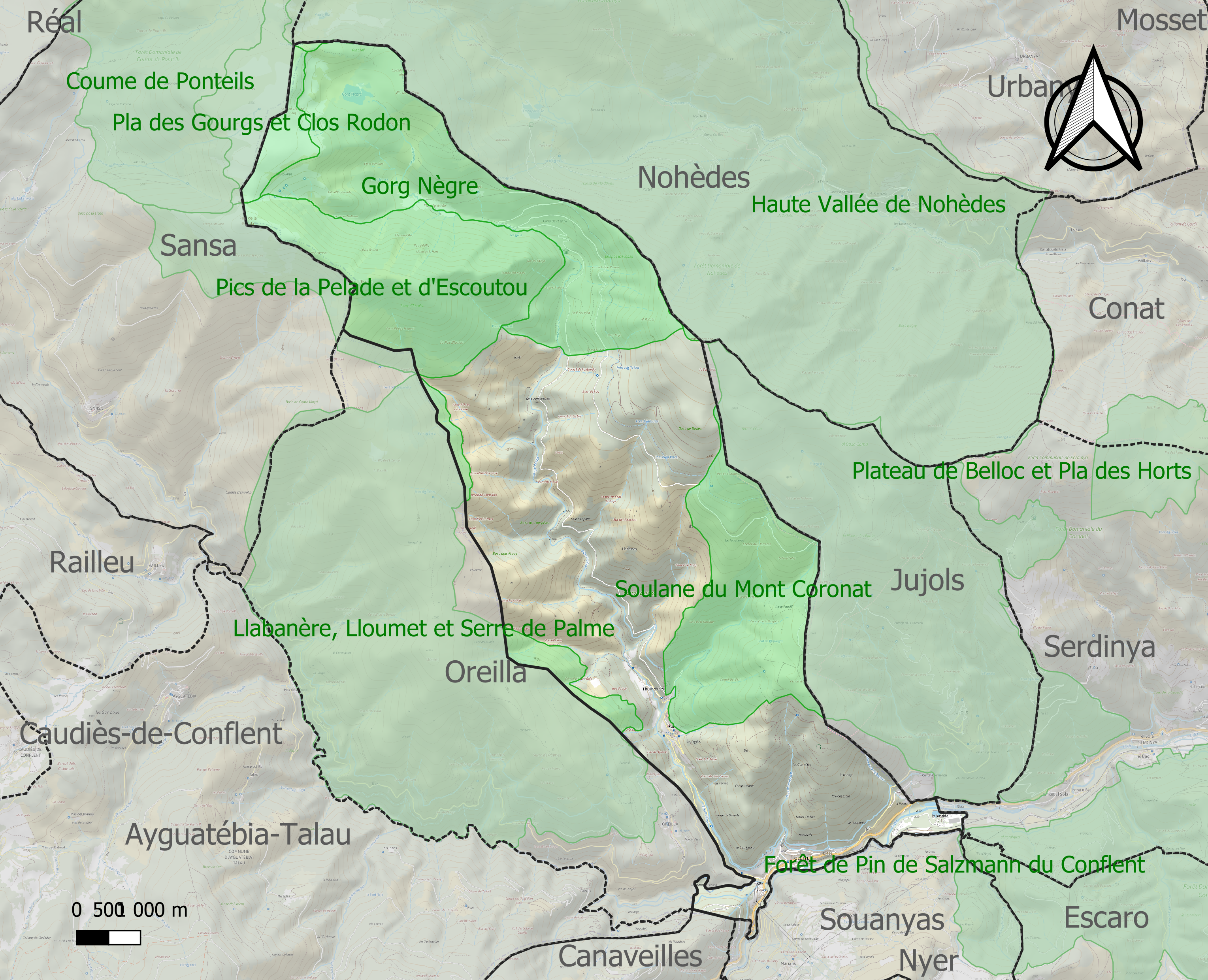
Carte des ZNIEFF de type 1 sur la commune.
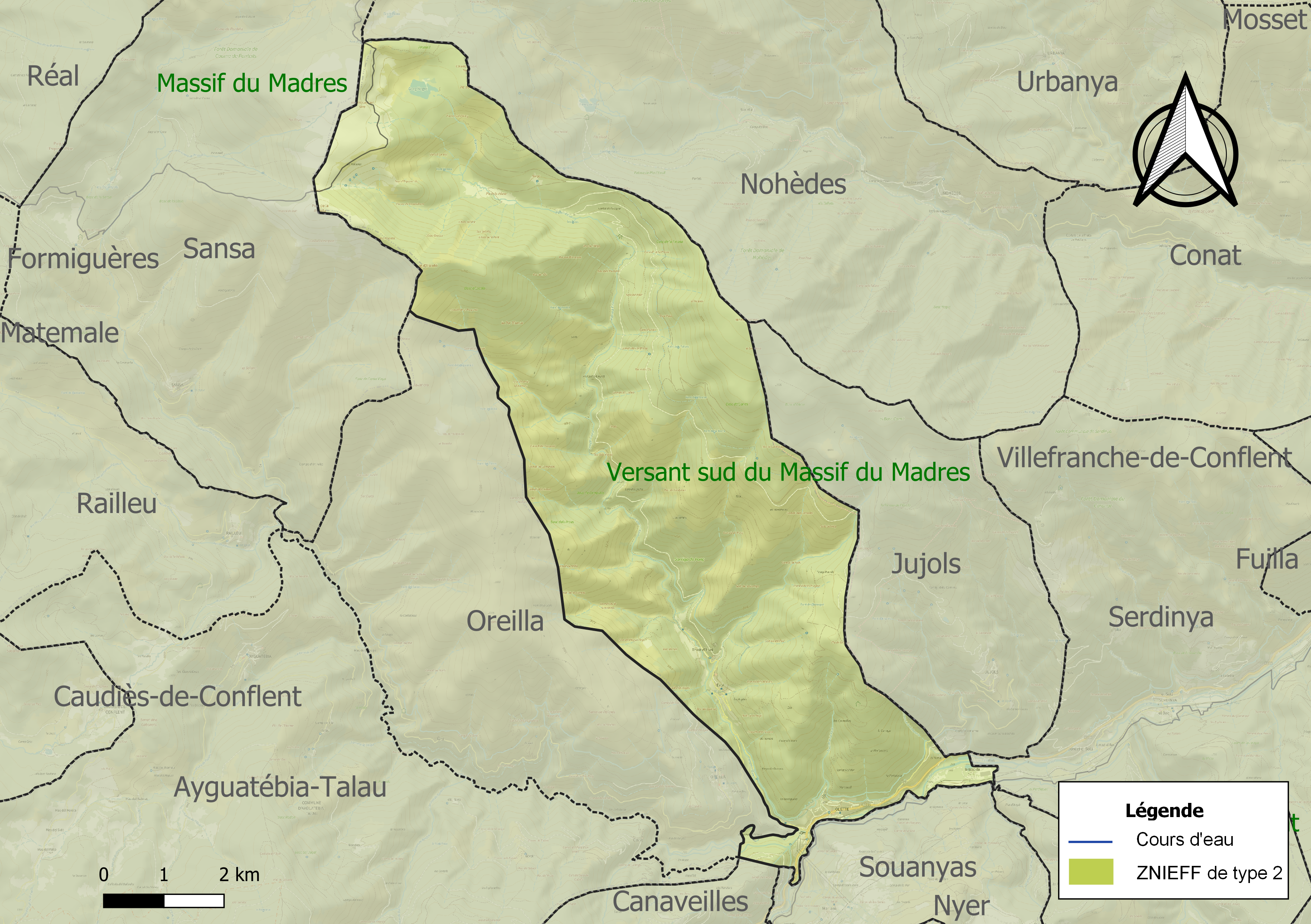
Carte des ZNIEFF de type 2 sur la commune.

## Urbanisme

### Typologie
Au 1er janvier 2024, Olette est catégorisée commune rurale à habitat dispersé, selon la nouvelle grille communale de densité à sept niveaux définie par l'Insee en 2022.
Elle est située hors unité urbaine. Par ailleurs la commune fait partie de l'aire d'attraction de Prades, dont elle est une commune de la couronne,. Cette aire, qui regroupe 26 communes, est catégorisée dans les aires de moins de 50 000 habitants,.

### Occupation des sols
L'occupation des sols de la commune, telle qu'elle ressort de la base de données européenne d’occupation biophysique des sols Corine Land Cover (CLC), est marquée par l'importance des forêts et milieux semi-naturels (97,6 % en 2018), une proportion identique à celle de 1990 (97,6 %). La répartition détaillée en 2018 est la suivante : 
milieux à végétation arbustive et/ou herbacée (57,2 %), forêts (37 %), espaces ouverts, sans ou avec peu de végétation (3,5 %), zones agricoles hétérogènes (2,4 %). L'évolution de l’occupation des sols de la commune et de ses infrastructures peut être observée sur les différentes représentations cartographiques du territoire : la carte de Cassini (XVIIIe siècle), la carte d'état-major (1820-1866) et les cartes ou photos aériennes de l'IGN pour la période actuelle (1950 à aujourd'hui).

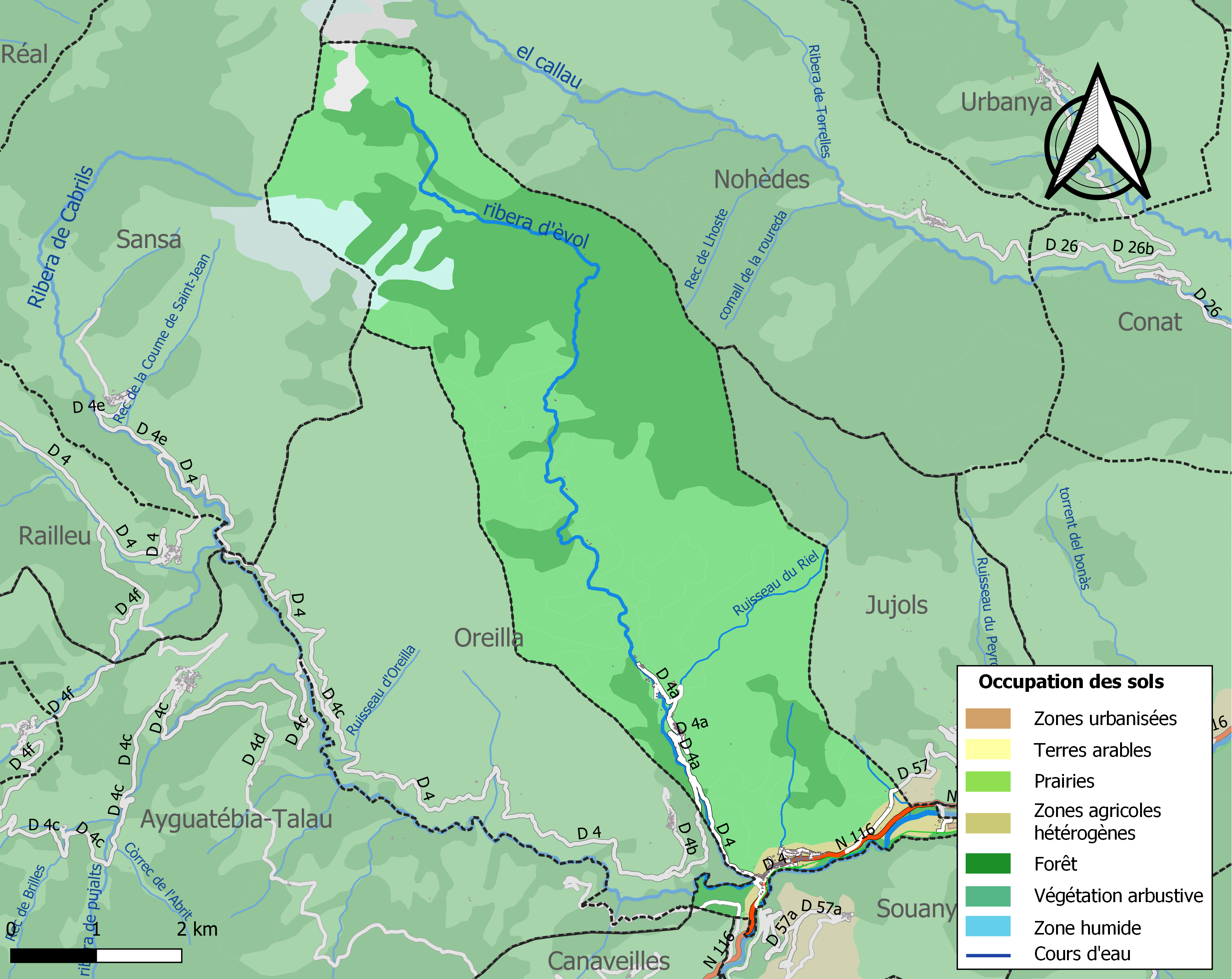
Carte des infrastructures et de l'occupation des sols de la commune en 2018 (CLC).

### Hameaux et lieux-dits
À deux kilomètres au nord-ouest du bourg, le hameau d'Évol qui lui est rattaché est un des plus beaux villages de France.

### Voies de communication et transports
L'extrême sud de la commune est traversé d'ouest en est par la route nationale N116, en provenance de Canaveilles et en direction de Joncet.
La commune est desservie par des lignes du réseau régional liO : ligne 524 (Fontpédrouse - Prades), ligne 560 (Porté-Puymorens - Gare de Perpignan).

### Risques majeurs
Le territoire de la commune d'Olette est vulnérable à différents aléas naturels : inondations, climatiques (grand froid ou canicule), feux de forêt, mouvements de terrain, avalanche  et séisme (sismicité moyenne). Il est également exposé à deux risques technologiques, le transport de matières dangereuses et la rupture d'un barrage, et à un risque particulier, le risque radon,.

#### Risques naturels
Certaines parties du territoire communal sont susceptibles d’être affectées par le risque d’inondation par crue torrentielle de cours d'eau du bassin de la Têt.
Les mouvements de terrain susceptibles de se produire sur la commune sont soit des mouvements liés au retrait-gonflement des argiles, soit des glissements de terrain, soit des chutes de blocs, soit des effondrements liés à des cavités souterraines. Une cartographie nationale de l'aléa retrait-gonflement des argiles permet de connaître les sols argileux ou marneux susceptibles vis-à-vis de ce phénomène. L'inventaire national des cavités souterraines permet par ailleurs de localiser celles situées sur la commune.

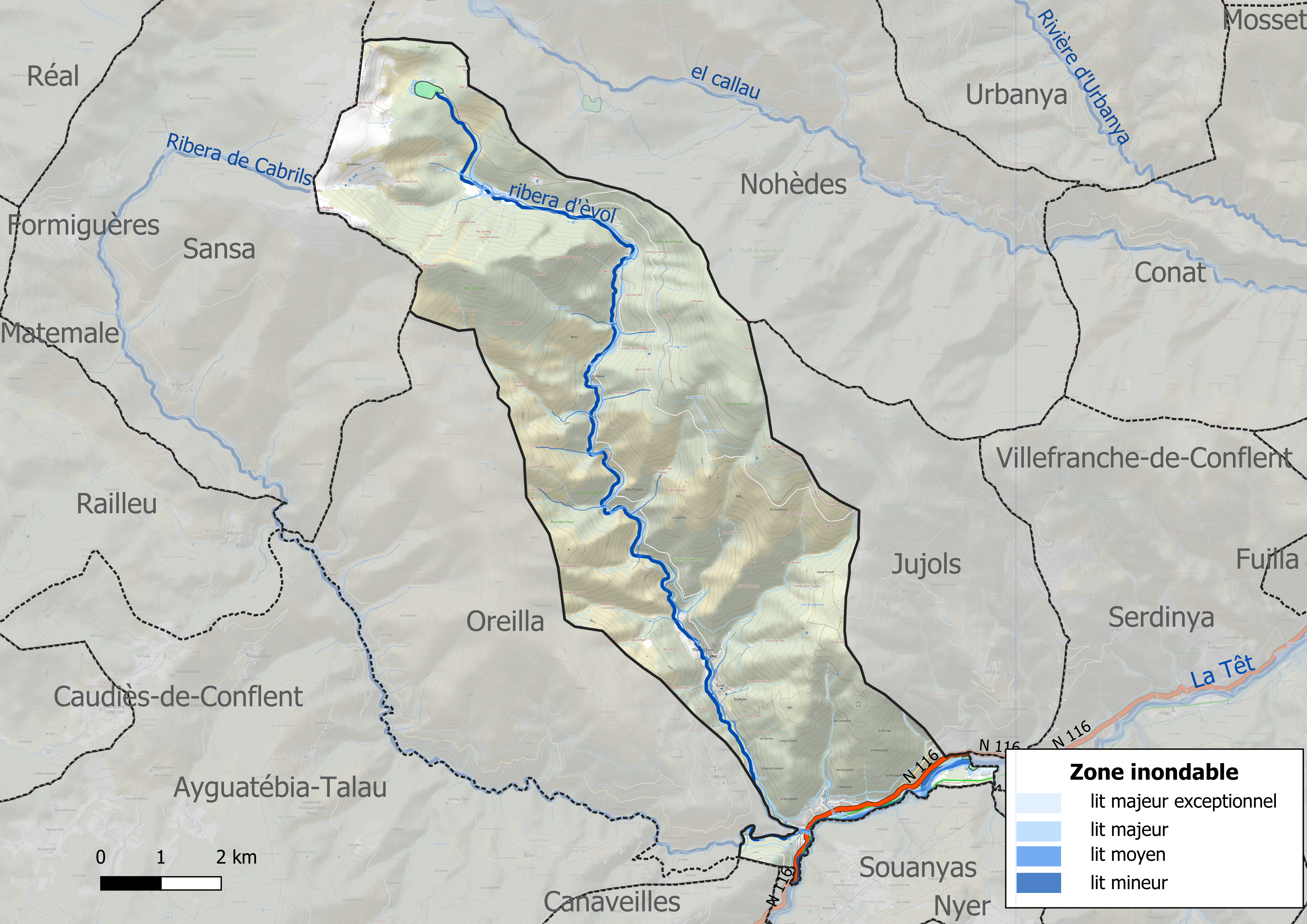
Carte des zones inondables.

#### Risques technologiques
Le risque de transport de matières dangereuses sur la commune est lié à sa traversée par une route à fort trafic. Un accident se produisant sur une telle infrastructure est en effet susceptible d’avoir des effets graves au bâti ou aux personnes jusqu’à 350 m, selon la nature du matériau transporté. Des dispositions d’urbanisme peuvent être préconisées en conséquence.
Dans le département des Pyrénées-Orientales, on dénombre sept grands barrages susceptibles d’occasionner des dégâts en cas de rupture. La commune fait partie des 66 communes susceptibles d’être touchées par l’onde de submersion consécutive à la rupture d’un de ces barrages, le barrage des Bouillouses sur la Têt, un ouvrage de 17,5 m de hauteur construit en 1910.

#### Risque particulier
Dans plusieurs parties du territoire national, le radon, accumulé dans certains logements ou autres locaux, peut constituer une source significative d’exposition de la population aux rayonnements ionisants. Toutes les communes du département sont concernées par le risque radon à un niveau plus ou moins élevé. Selon la classification de 2018, la commune d'Olette est classée en zone 3, à savoir zone à potentiel radon significatif.

## Toponymie
En catalan, le nom de la commune est Oleta i Èvol, Èvol étant un des hameaux de la commune. Olette est une francisation d'Oleta. Le nom apparaît sous la forme Villa Oleta dès 875, mais son origine est incertaine.

## Histoire

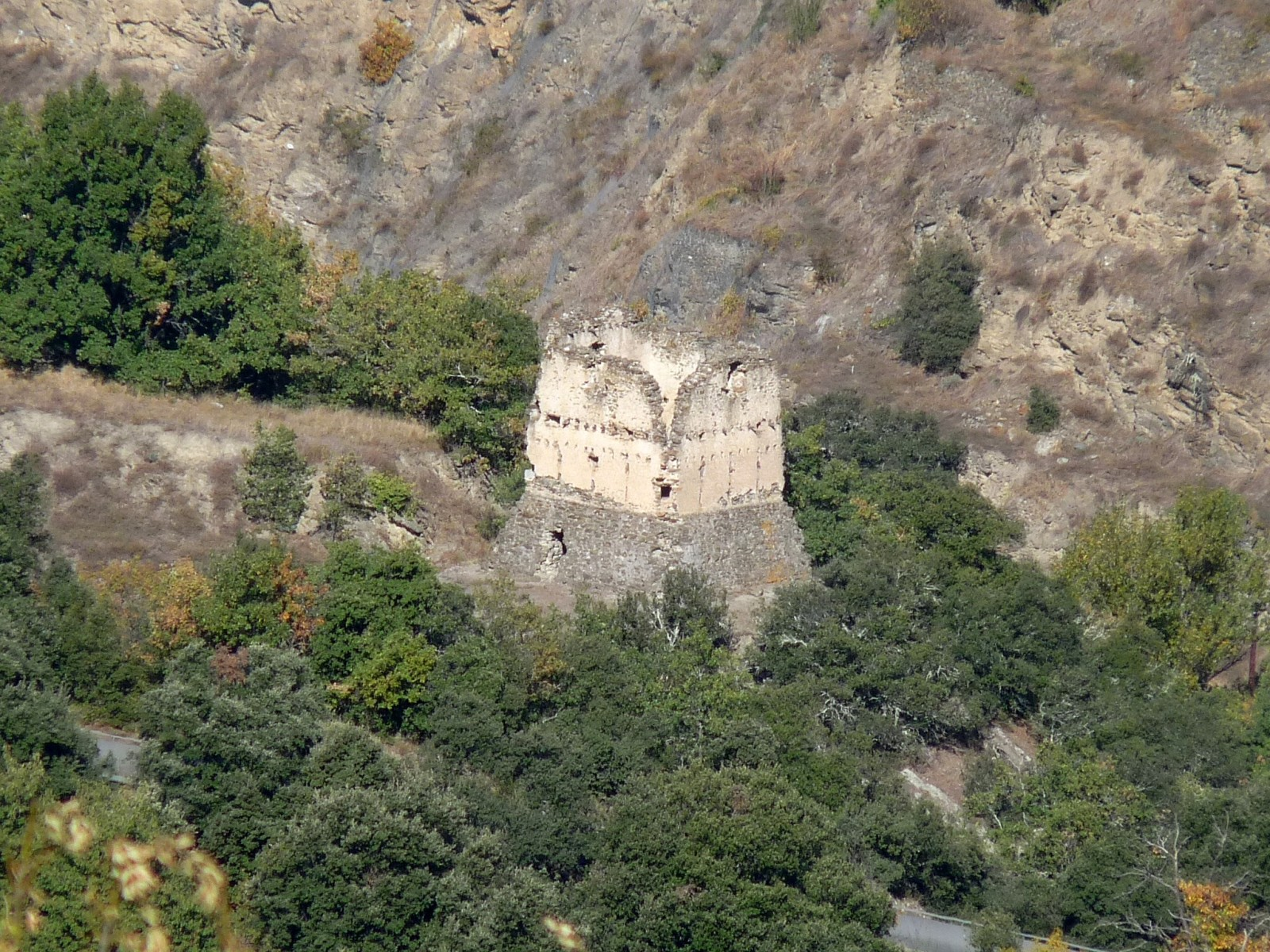
Ancienne tour de guet en amont d'Olette.

Le 3 septembre 1793, pendant la guerre du Roussillon, eu lieu le combat d'Olette.
La commune d'Évol est rattachée à celle d'Olette en 1827.

## Politique et administration

### Canton
À compter des élections départementales de 2015, la commune est incluse dans le nouveau canton des Pyrénées catalanes.

### Liste des maires

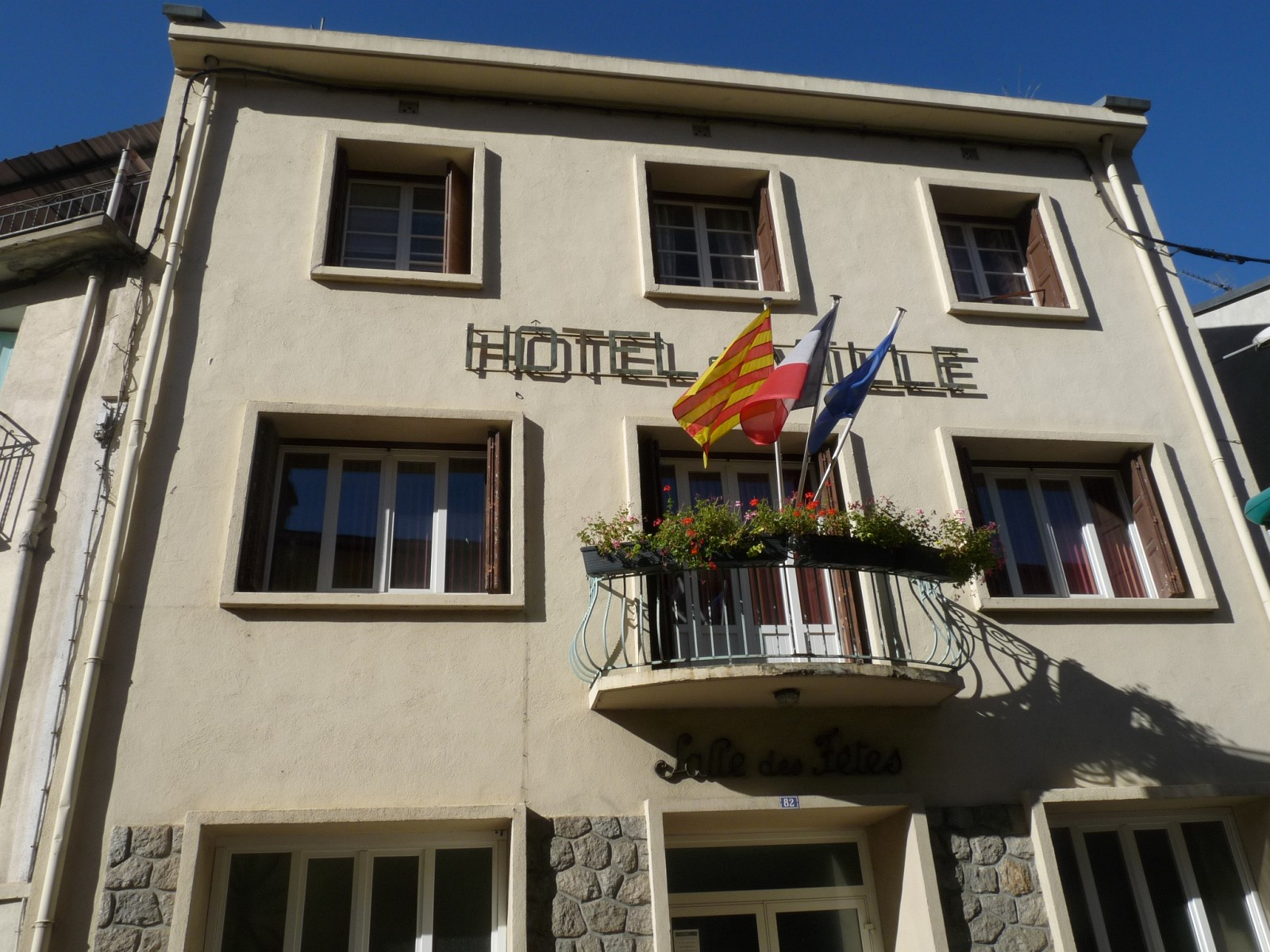
La mairie.

| Période      | Période        | Identité              | Étiquette             | Qualité                                           |
| ------------ | -------------- | --------------------- | --------------------- | ------------------------------------------------- |
| 1793         | 1793           | Lavergne              |                       |                                                   |
| 1794         | 1801           | François Cazes        |                       |                                                   |
| 1801         | 1808           | Jean Romeu            |                       |                                                   |
| 1808         | 1815           | Thomas Bordo          |                       |                                                   |
| juin 1815    | août 1815      | Joseph Puig           |                       |                                                   |
| 1815         | 1818           | Étienne Molas         |                       |                                                   |
| 1818         | 1825           | Jacques Paris         |                       |                                                   |
| 1825         | 1830           | François Queyras      |                       |                                                   |
| 1830         | 1836           | Jacques Bigorra       |                       |                                                   |
| 1836         | 1837           | Étienne Pagès         |                       |                                                   |
| 1837         | 1840           | Jean Batlle           |                       |                                                   |
| 1840         | 1843           | Étienne Molas         |                       |                                                   |
| 1843         | 1848           | Étienne Pages         |                       |                                                   |
| 1848         | 1870           | André Gay             |                       |                                                   |
| 1870         | 1874           | Jean-Baptiste Margail |                       |                                                   |
| 1874         | 1878           | Jean Batlle           |                       |                                                   |
| 1878         | 1882           | Joseph Casse          |                       |                                                   |
| 1882         | 1908           | Jean Margail          |                       |                                                   |
| 1908         | 1912           | Bonaventure Cassu     |                       |                                                   |
| 1912         | 1919           | Jean Margail          |                       |                                                   |
| 1919         | 1934           | Jean Sicart           |                       |                                                   |
| mars 1934    | septembre 1934 | Michel Verges         |                       |                                                   |
| octobre 1934 | mars 1941      | Élie Danflous         |                       |                                                   |
| mars 1941    | février 1944   | Hippolyte Barbe       |                       |                                                   |
| 1944         | 19 août 1944   | Pierre Dumas          |                       |                                                   |
| 20 août 1944 | 1945           | François Vidal        | PCF[réf. nécessaire]  |                                                   |
| 1945         | 1953           | Jean Bazy             |                       |                                                   |
| 1953         | 1971           | Vincent Bobo          | SFIO[réf. nécessaire] |                                                   |
| 1971         | 1977           | Blanche Vidal         | PCF[réf. nécessaire]  |                                                   |
| mars 1977    | mars 1989      | Alain Nunez           | PCF[réf. nécessaire]  | Conseiller général du canton d'Olette (1976-1988) |
| mars 1989    | mars 2001      | Jean-Pierre Calvet    |                       |                                                   |
| mars 2001    | En cours       | Jean-Louis Jallat,    | LC                    | Président de la Communauté de communes            |

### Politique environnementale

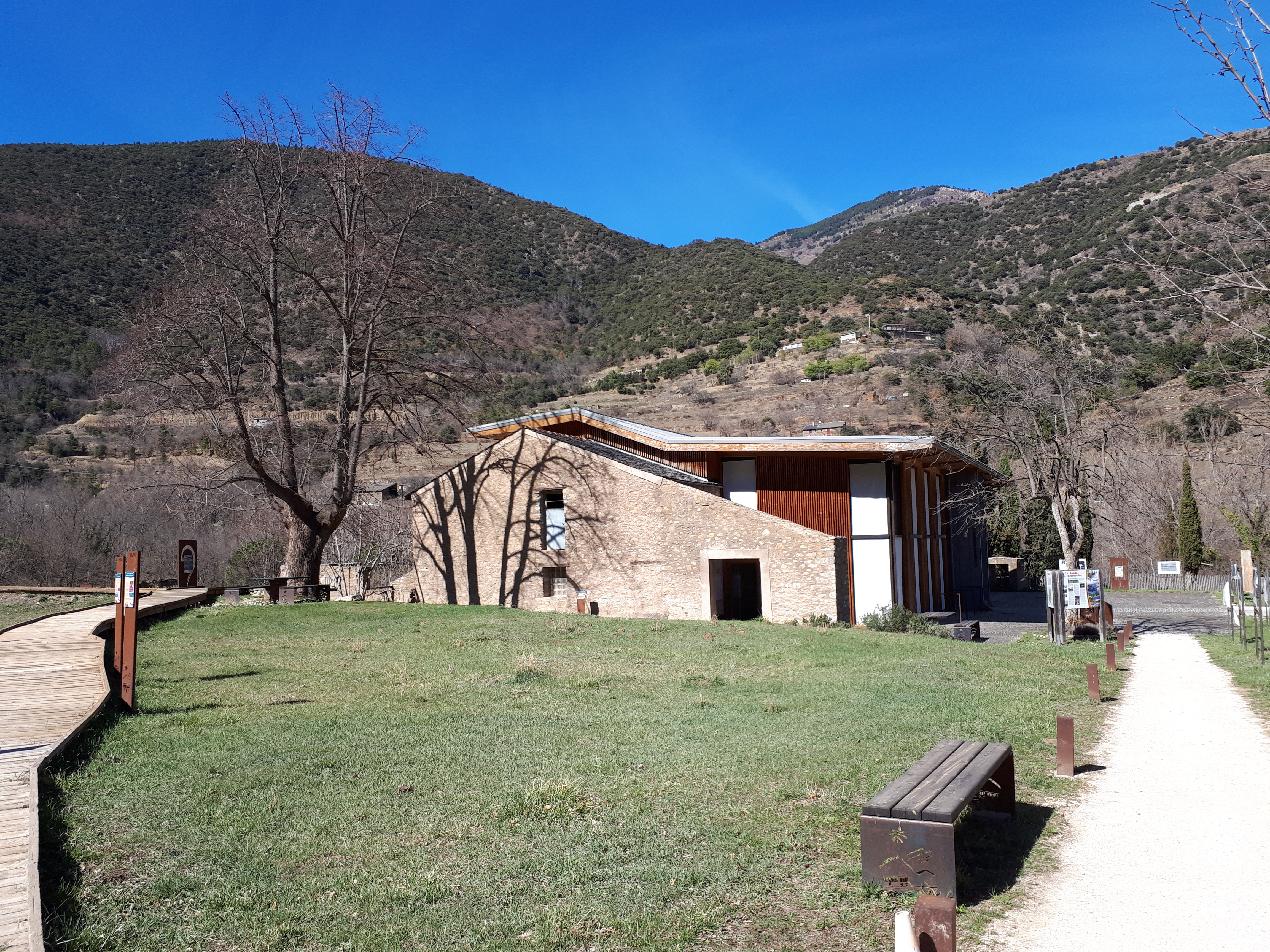
La Maison du parc naturel régional des Pyrénées catalanes.

La Maison du parc naturel régional des Pyrénées catalanes est installée à la Bastide d'Olette depuis juillet 2015 pour accueillir le public et regrouper les employés du parc.

## Population et société

### Démographie ancienne
La population est exprimée en nombre de feux (f) ou d'habitants (H).
| 1515 | 1709  | 1720 | 1767  | 1774  | 1789  |
| ---- | ----- | ---- | ----- | ----- | ----- |
| 14 f | 116 f | 67 f | 553 H | 170 f | 130 f |

### Démographie contemporaine
L'évolution du nombre d'habitants est connue à travers les recensements de la population effectués dans la commune depuis 1793. Pour les communes de moins de 10 000 habitants, une enquête de recensement portant sur toute la population est réalisée tous les cinq ans, les populations de référence des années intermédiaires étant quant à elles estimées par interpolation ou extrapolation. Pour la commune, le premier recensement exhaustif entrant dans le cadre du nouveau dispositif a été réalisé en 2004.

En 2022, la commune comptait 337 habitants, en évolution de −9,16 % par rapport à 2016 (Pyrénées-Orientales : +3,92 %, France hors Mayotte : +2,11 %).
| 1793 | 1800 | 1806 | 1821 | 1831  | 1836  | 1841  | 1846  | 1851  |
| ---- | ---- | ---- | ---- | ----- | ----- | ----- | ----- | ----- |
| 610  | 581  | 623  | 659  | 1 069 | 1 133 | 1 204 | 1 268 | 1 286 |

| 1856  | 1861  | 1866  | 1872 | 1876  | 1881  | 1886 | 1891 | 1896 |
| ----- | ----- | ----- | ---- | ----- | ----- | ---- | ---- | ---- |
| 1 081 | 1 012 | 1 042 | 997  | 1 053 | 1 017 | 985  | 983  | 935  |

| 1901 | 1906 | 1911 | 1921 | 1926 | 1931 | 1936 | 1946 | 1954 |
| ---- | ---- | ---- | ---- | ---- | ---- | ---- | ---- | ---- |
| 918  | 912  | 942  | 808  | 701  | 670  | 656  | 698  | 622  |

| 1962 | 1968 | 1975 | 1982 | 1990 | 1999 | 2004 | 2006 | 2009 |
| ---- | ---- | ---- | ---- | ---- | ---- | ---- | ---- | ---- |
| 616  | 680  | 544  | 532  | 447  | 345  | 402  | 407  | 389  |

| 2014 | 2019 | 2022 | - | - | - | - | - | - |
| ---- | ---- | ---- | - | - | - | - | - | - |
| 383  | 351  | 337  | - | - | - | - | - | - |

Note : à partir de 1831, la population d'Évol est recensée avec celle d'Olette.
| selon la population municipale des années : | 1968 | 1975 | 1982 | 1990 | 1999 | 2006 | 2009 | 2013 |
| Rang de la commune dans le département      | 71   | 82   | 92   | 101  | 119  | 115  | 117  | 119  |
| Nombre de communes du département           | 232  | 217  | 220  | 225  | 226  | 226  | 226  | 226  |

### Manifestations culturelles et festivités
- Fêtes patronale et communale : 3 août et 30 novembre[56] ;
- Foires : dernier dimanche d'avril, 3e dimanche de septembre et 3 novembre[56].

### Sports
Olette est un passage prévu lors de la 15e étape du Tour de France 2021 (Céret-Andorre-la-Vieille) à 66,9 km après le départ de Céret.

## Économie

### Revenus
En 2018, la commune compte 183 ménages fiscaux, regroupant 319 personnes. La médiane du revenu disponible par unité de consommation est de 16 500 € (19 350 € dans le département).

### Emploi
|                | 2008   | 2013   | 2018   |
| -------------- | ------ | ------ | ------ |
| Commune        | 16,2 % | 14,7 % | 11,4 % |
| Département    | 10,3 % | 12,9 % | 13,3 % |
| France entière | 8,3 %  | 10 %   | 10 %   |

En 2018, la population âgée de 15 à 64 ans s'élève à 204 personnes, parmi lesquelles on compte 63,2 % d'actifs (51,7 % ayant un emploi et 11,4 % de chômeurs) et 36,8 % d'inactifs,. En  2018, le taux de chômage communal (au sens du recensement) des 15-64 ans est inférieur à celui du département, mais supérieur à celui de la France, alors qu'en 2008 il était supérieur à celui du département.
La commune fait partie de la couronne de l'aire d'attraction de Prades, du fait qu'au moins 15 % des actifs travaillent dans le pôle,. Elle compte 166 emplois en 2018, contre 103 en 2013 et 125 en 2008. Le nombre d'actifs ayant un emploi résidant dans la commune est de 111, soit un indicateur de concentration d'emploi de 149,7 % et un taux d'activité parmi les 15 ans ou plus de 40,7 %.
Sur ces 111 actifs de 15 ans ou plus ayant un emploi, 46 travaillent dans la commune, soit 41 % des habitants. Pour se rendre au travail, 70,6 % des habitants utilisent un véhicule personnel ou de fonction à quatre roues, 1,8 % les transports en commun, 11 % s'y rendent en deux-roues, à vélo ou à pied et 16,5 % n'ont pas besoin de transport (travail au domicile).

### Activités hors agriculture

#### Secteurs d'activités
38 établissements sont implantés  à Olette au 31 décembre 2019. Le tableau ci-dessous en détaille le nombre par secteur d'activité et compare les ratios avec ceux du département,.
| Secteur d'activité                                                                                        | Commune | Commune | Département |
| Secteur d'activité                                                                                        | Nombre  | %       | %           |
| --- | ------- | ------- | ----------- |
| Ensemble                                                                                                  | 38      |         |             |
| Industrie manufacturière, industries extractives et autres                                                | 11      | 28,9 %  | (8,7 %)     |
| Construction                                                                                              | 6       | 15,8 %  | (14,3 %)    |
| Commerce de gros et de détail, transports, hébergement et restauration                                    | 9       | 23,7 %  | (30,5 %)    |
| Activités financières et d'assurance                                                                      | 1       | 2,6 %   | (3 %)       |
| Activités immobilières                                                                                    | 1       | 2,6 %   | (6,2 %)     |
| Activités spécialisées, scientifiques et techniques et activités de services administratifs et de soutien | 4       | 10,5 %  | (13 %)      |
| Administration publique, enseignement, santé humaine et action sociale                                    | 4       | 10,5 %  | (13,9 %)    |
| Autres activités de services                                                                              | 2       | 5,3 %   | (8,5 %)     |

Le secteur de l'industrie manufacturière, des industries extractives et autres est prépondérant sur la commune puisqu'il représente 28,9 % du nombre total d'établissements de la commune (11 sur les 38 entreprises implantées  à Olette), contre 8,7 % au niveau départemental.

#### Entreprises et commerces
Olette était jadis un point de départ important pour le flottage du bois sur la Têt.

### Agriculture
|               | 1988 | 2000 | 2010 | 2020 |
| ------------- | ---- | ---- | ---- | ---- |
| Exploitations | 14   | 5    | 3    | 3    |
| SAU (ha)      | 206  | 326  | 3    | 138  |

La commune est dans le Conflent, une petite région agricole occupant le centre-ouest du département des Pyrénées-Orientales. En 2020, l'orientation technico-économique de l'agriculture  sur la commune est la culture de légumes ou champignons. Trois exploitations agricoles ayant leur siège dans la commune sont dénombrées lors du recensement agricole de 2020 (14 en 1988). La superficie agricole utilisée est de 138 ha,,.

## Culture locale et patrimoine

### Monument et lieux touristiques
Olette
- L'église paroissiale Saint-André, située dans le bourg d'Olette.
- Chapelle Saint-Étienne d'Évol.
- Chapelle Saint-Antoine d'Olette.
- Église Saint-Jean-Baptiste de la bastide d'Olette.
- La Bastida, lieu-dit situé en aval d'Olette, possède les vestiges de deux tours du XIIIe siècle, inscrites monument historique depuis 1927[62].
- Pont construit au Moyen Âge sur le site de la Bastide. À l'époque médiévale, la Tet passait sous le pont, mais aujourd'hui la rivière se trouve un peu plus au nord.
- Roc de les Escudelles (Rocher des Écuelles), une roche gravée à 1131 mètres d'altitude, avec plus de 100 cupules[63],[64].

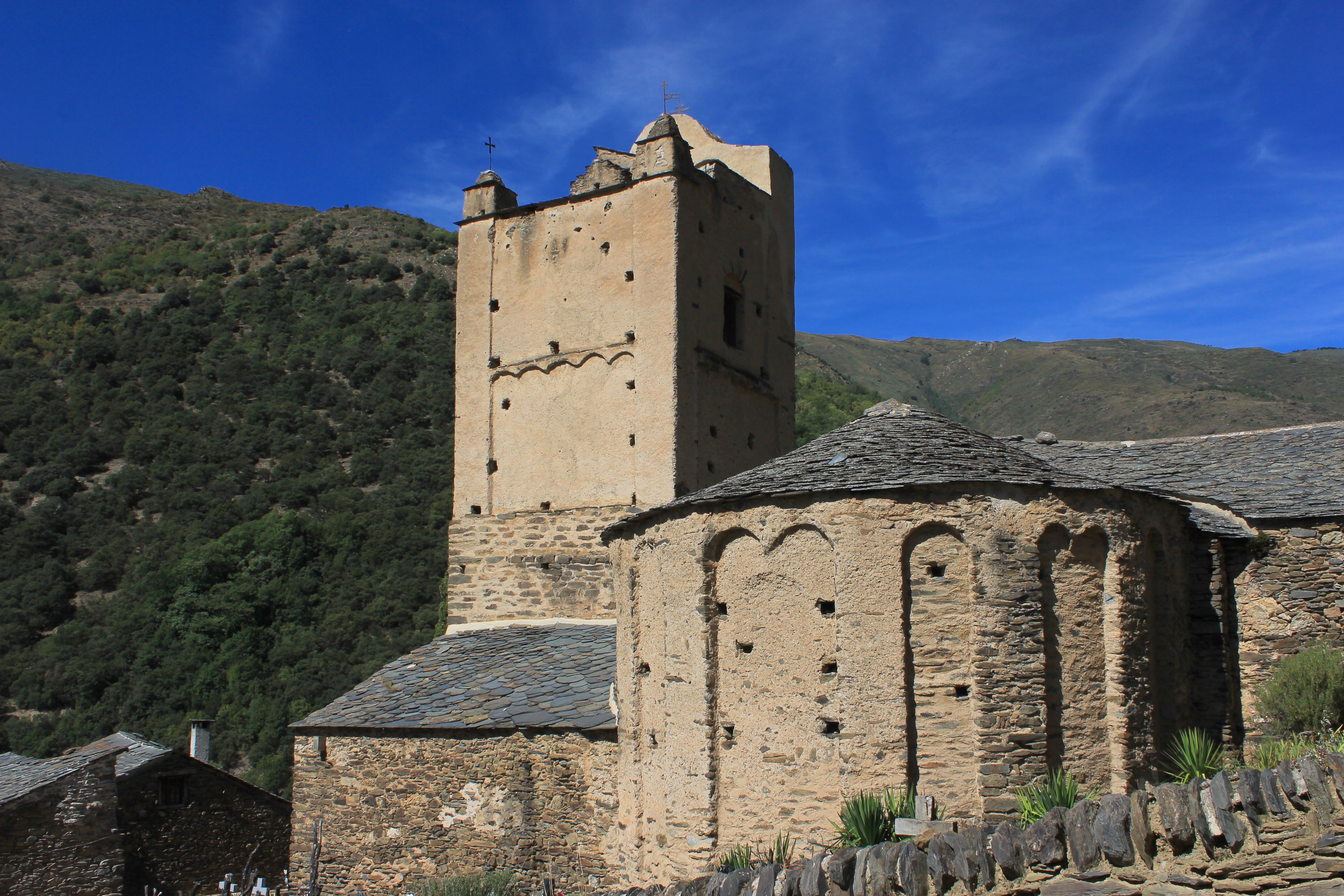
Église Saint-André d'Évol.
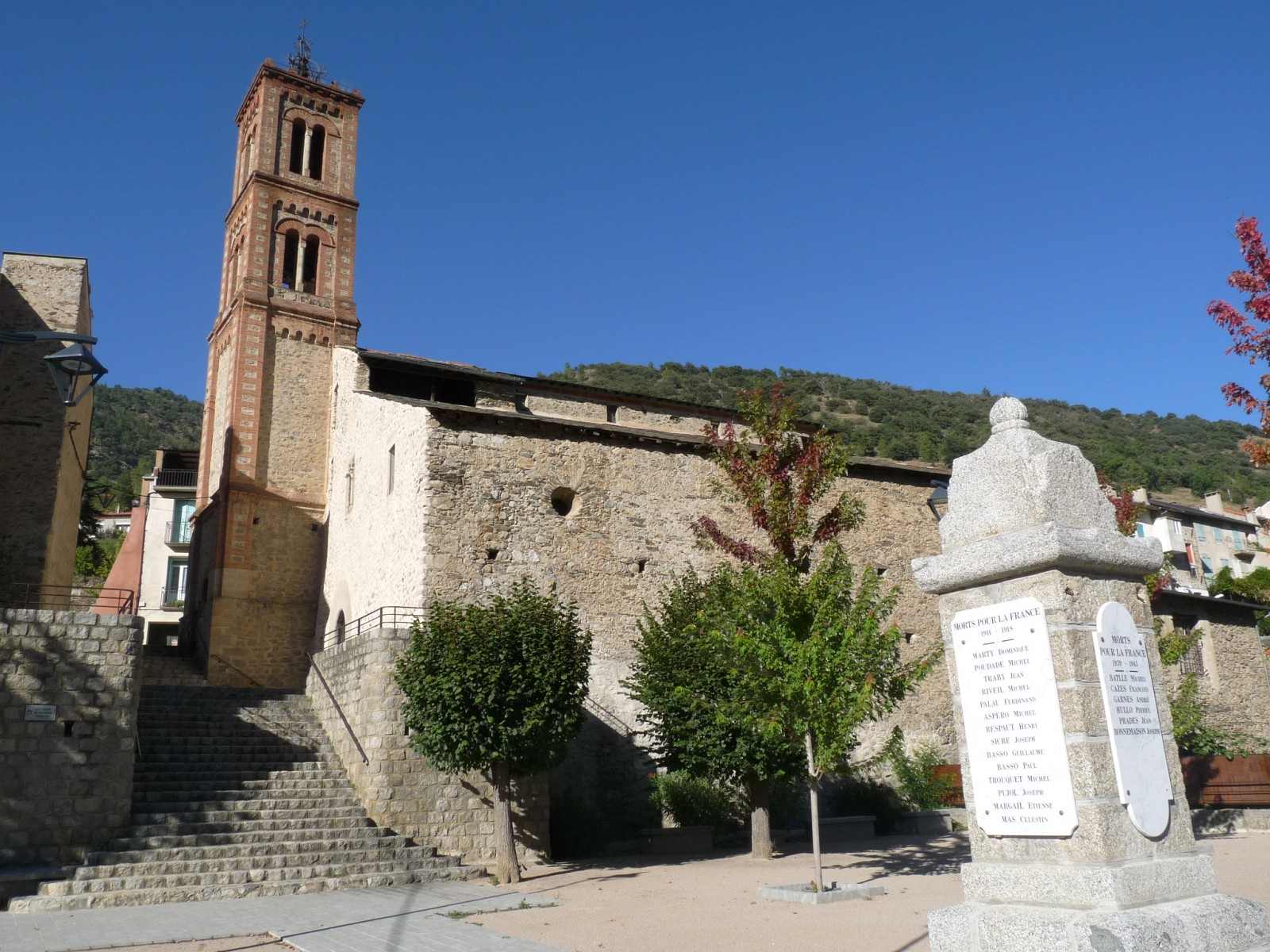
L'église Saint-André d'Olette et le monument aux morts.
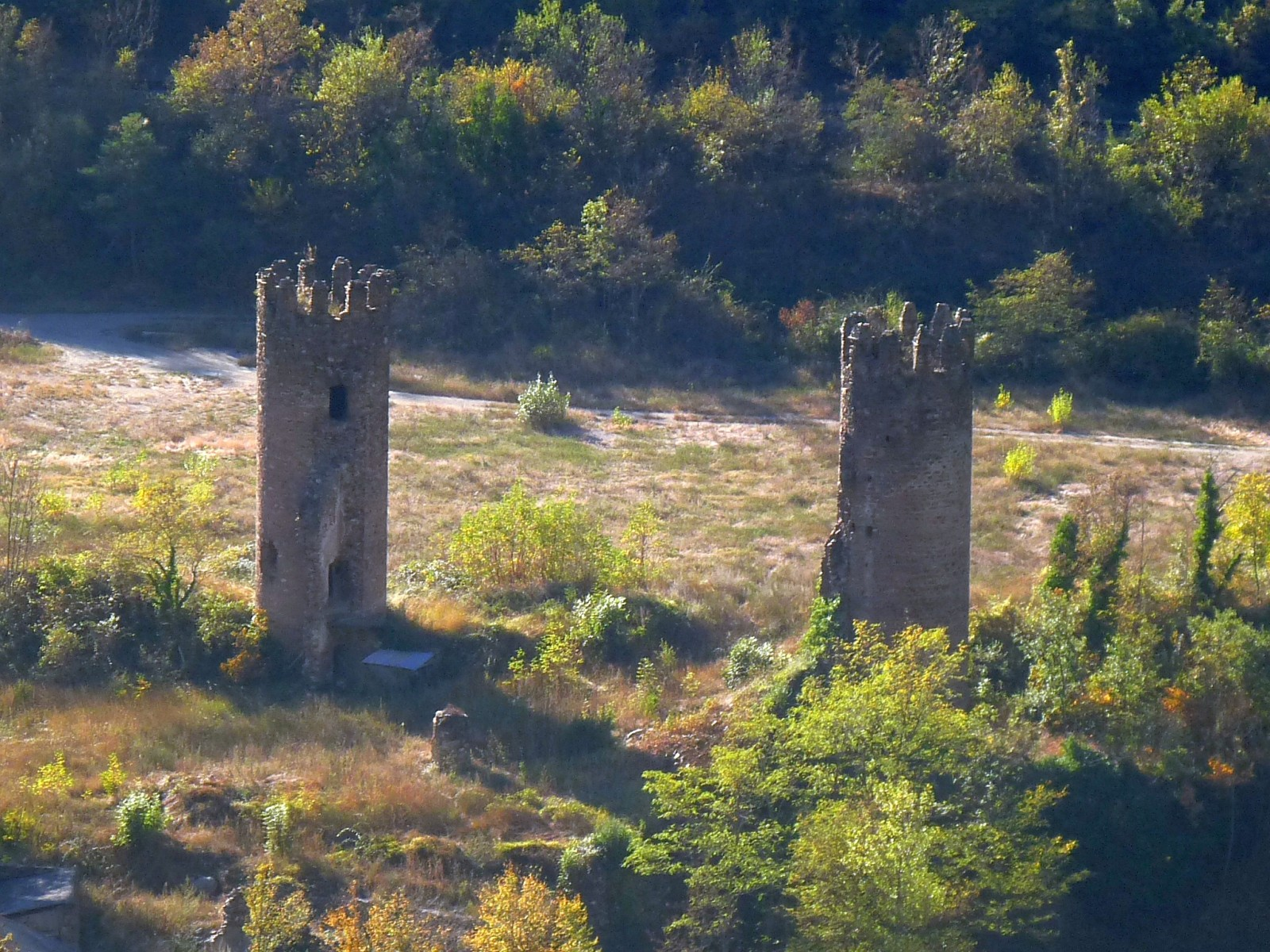
La Bastide.
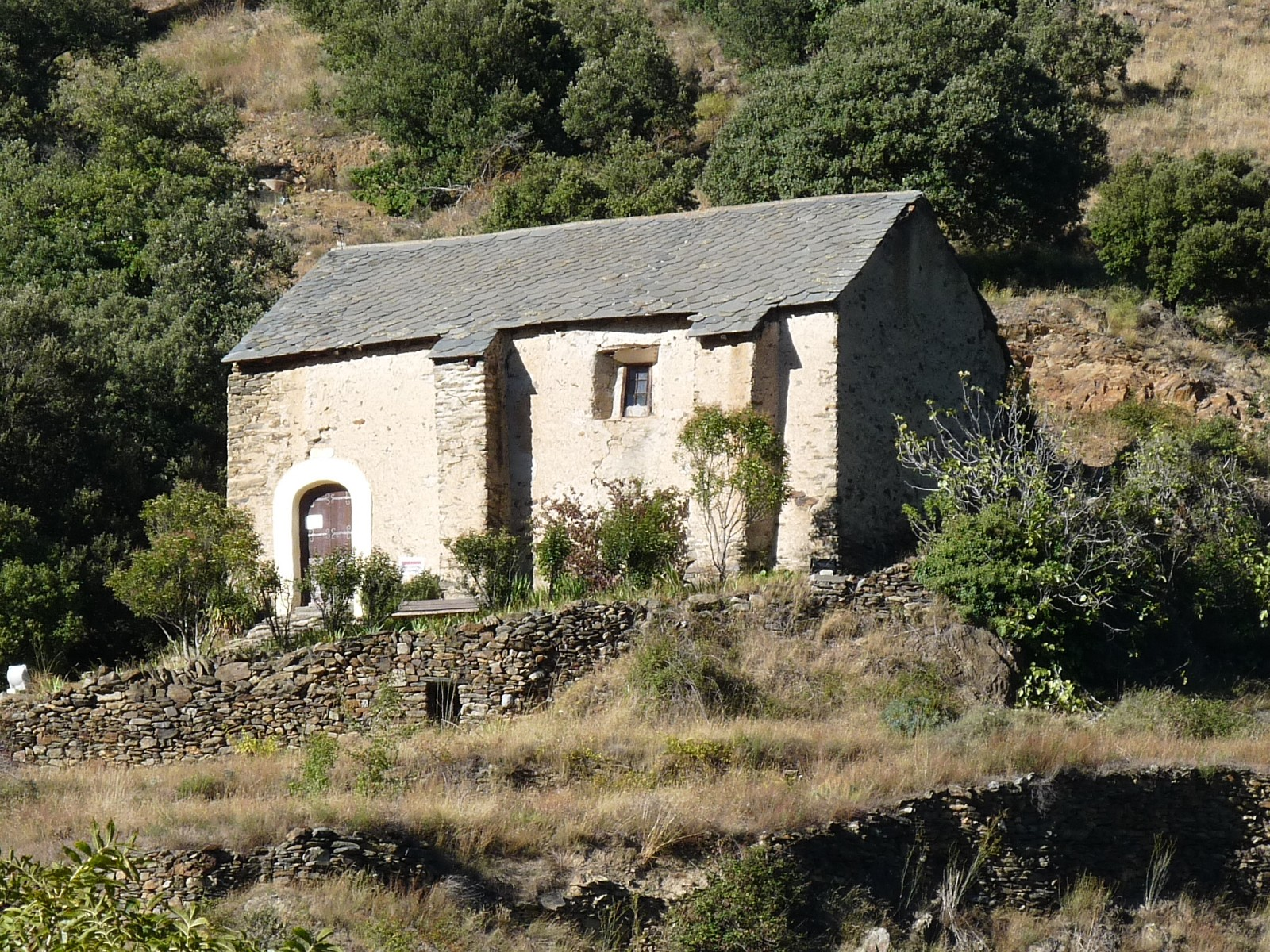
Chapelle Saint-Étienne d'Évol.
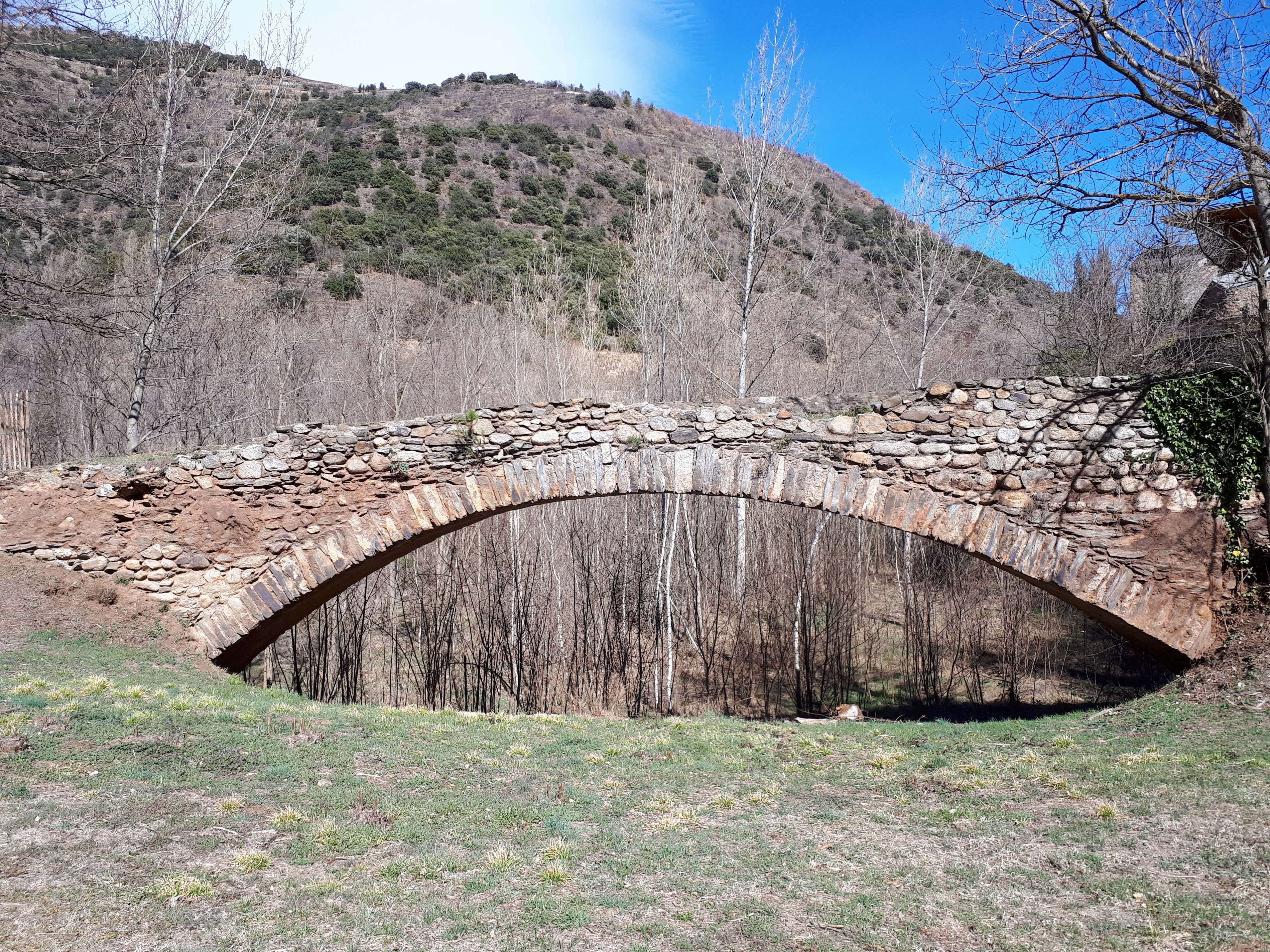
Pont médiévale sur le site de la Bastide.
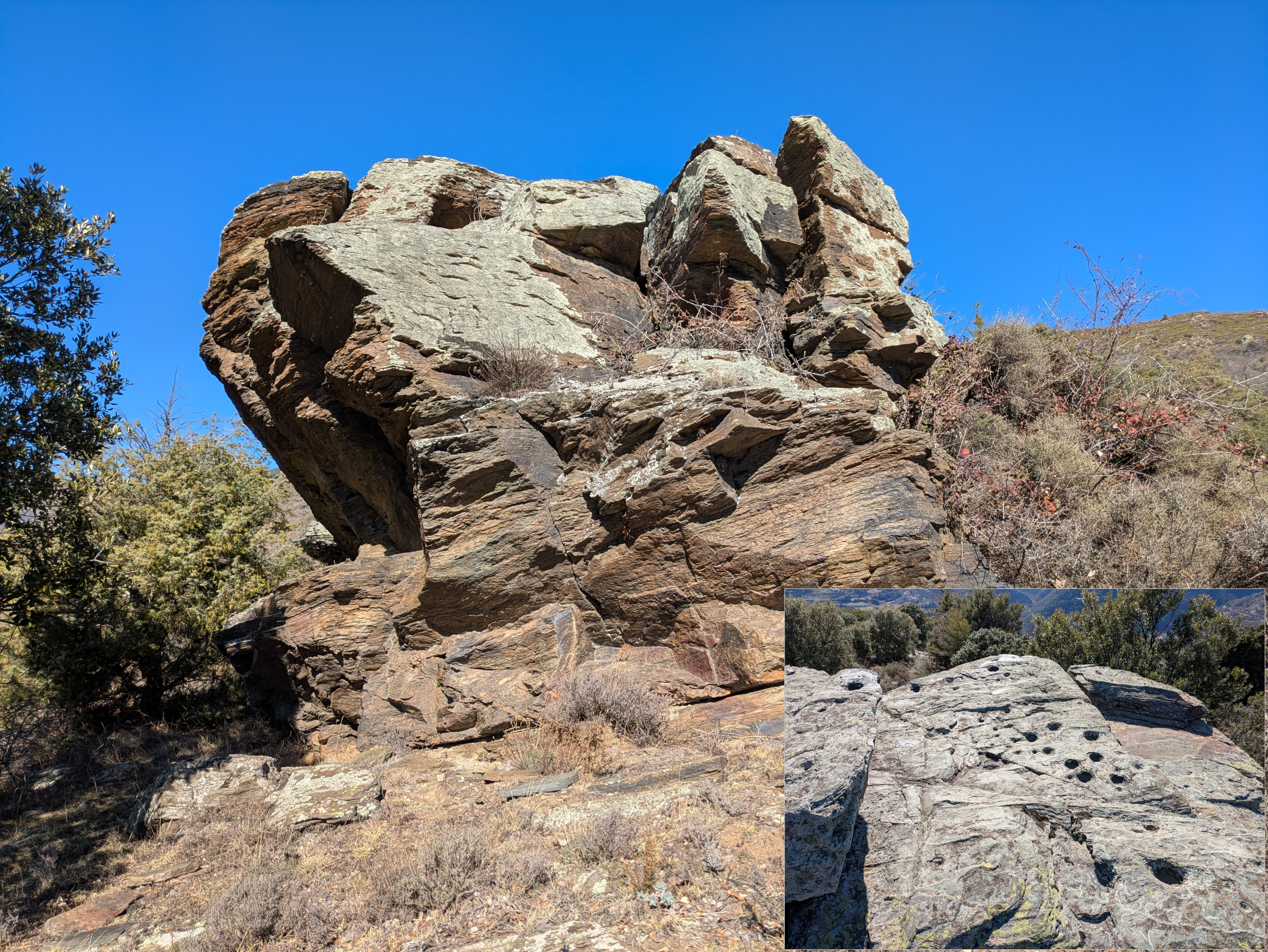
Roc de les Escudelles.

Évol
- Évol, un des plus beaux villages de France, où se trouvent :
  - l'église Saint-André d'Évol, classée monument historique ;
  - le château d'Évol, château-fort médiéval en ruines.

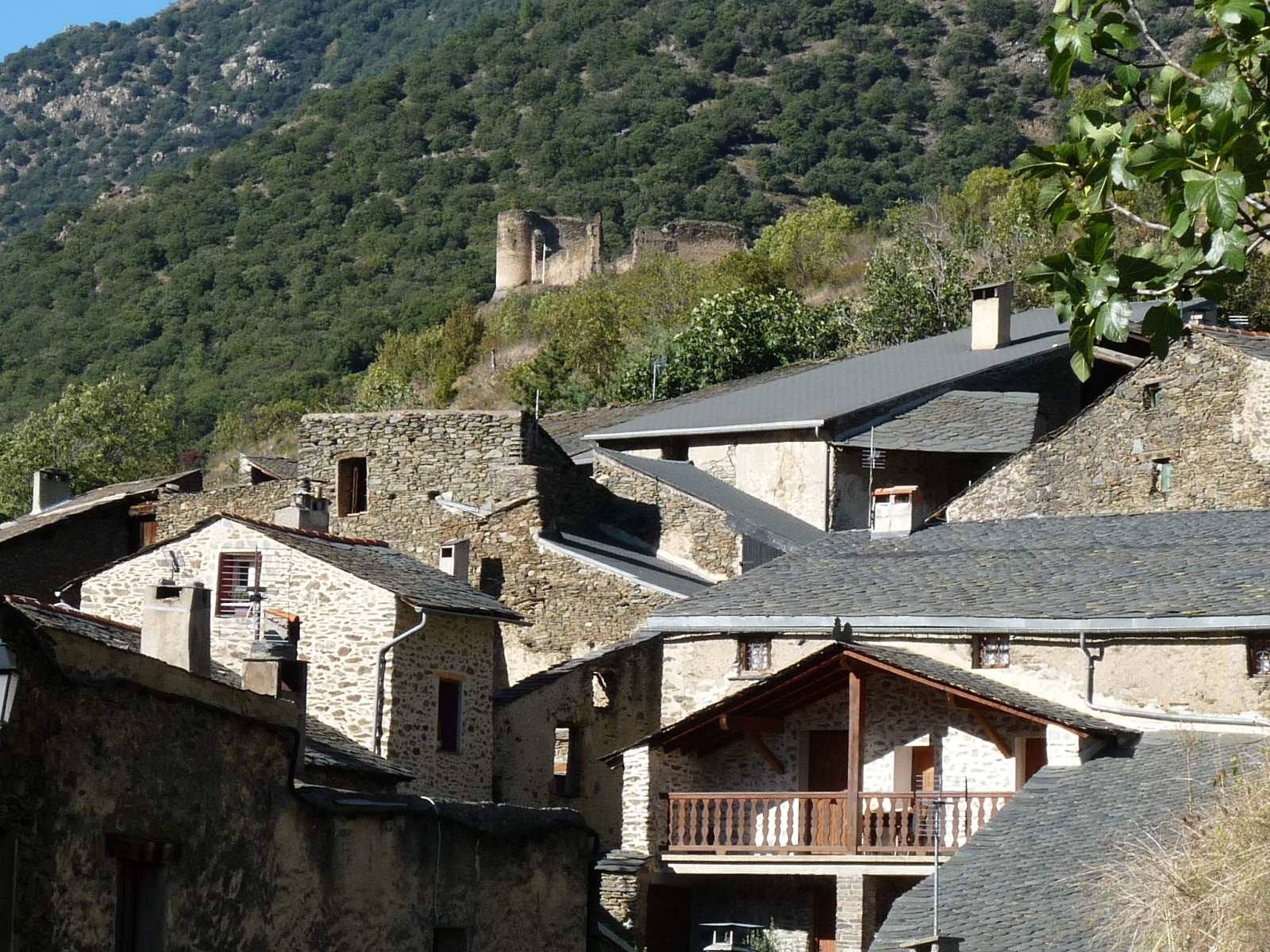
Évol avec son château, à l'arrière plan.

### Personnalités liées à la commune
- Louis Delfau (1871-1837), peintre mort à Perpignan.
- Ludovic Massé (1900-1982), romancier né à Évol.

### Héraldique
| Blason de Olette | Blason  | De gueules à Saint André de carnation, nimbé d’or, habillé d’azur et d’argent, brochant sur sa croix aussi d’or, le tout soutenu d’une fleur tigée et feuillée aussi d’argent mouvant de la pointe. |
| Blason de Olette | Détails | Le statut officiel du blason reste à déterminer. |